# Boughton ház
A Boughton ház vidéki kastély, amely az angliai Northamptonshire megyében található, Weekley plébániájában, körülbelül öt kilométerre északkeletre Kettering városától. A kastély egy 4 450 hektáros birtokon helyezkedik el.
A birtokot, Edward Montagu főbíró (Lord Chief Justice) vásárolta meg 1528-ban. A jelenlegi házat Ralph Montagu, Montagu 1. hercege (–1709) építtette 1683 után. Az első herceg az 1670-es években francia nagykövetként szolgált, és nagy hatással volt rá a kortárs francia építészet és kerttervezés, különösen a Versailles-i kastély, amelynek stílusa Boughtonban is felismerhető.
Boughton House ma a Montagu Douglas Scott család egyik rezidenciája, jelenleg (2024) Richard Montagu Douglas Scott, Buccleuch 10. hercege birtokában van. A kastély híres szépségéről, gyűjteményeiről, és arról, hogy gyakorlatilag változatlan formában fennmaradt a XVII. század óta. Bár középkori magja van, külső megjelenése 17. századi francia kastélyra emlékeztet.
A Boughtonban található gyűjtemények pompája a Montagu-Douglas-Scott család nevének három nagy családi örökségét tükrözi: a Montagu, a Douglas, és a Buccleuch családokét, amelyek házasságok révén egyesültek.
Boughton House-ban kiterjedt bútor–, faliszőnyeg–, porcelán– és szőnyeggyűjtemény található. A művészeti gyűjteményben több híres festmény is szerepel, például El Greco „A pásztorok imádása“, Thomas Gainsborough „Mary Montagu portréja“, Van Dyck híres grisaille-sorozata vagy John Wootton „Breaking Cover“ című alkotása.
A kastély fegyvertára ma az Egyesült Királyság egyik legkiválóbb magánkézben lévő fegyvergyűjteményének ad otthont, jelentős része John, Montagu 2. hercegének (1690–1749) kollekciójából származik.
A Boughton House különféle események, esküvők, vállalati rendezvények és csoportos látogatások helyszíne. A kastély meghatározott időpontokban nyitva áll vezetett túrák számára.

## Története
Az eredeti épület kolostor volt, de Edward Montagu, VIII. Henrik angol király főbírója 1528-ban megvásárolta közvetlenül a kolostorok feloszlatása előtt, és elkezdte kúriává alakítani. A jelenlegi épület nagy része Ralph Montagu, Montagu 1. hercegének (–1709) munkája, aki 1683-ban örökölte a házat, számos hugenotta mesterember patrónusa volt. Montagu Anglia franciaországi nagykövete volt, és a Boughton ház erőteljes francia építészeti hatásokat mutat. Fia, John Montagu, Montagu 2. hercege, keveset változtatott a házon, de jelentős változtatásokat hajtott végre a tájon és a kerteken, miután visszatért az apósa, John Churchill-lel, Marlborough 1. hercege vezetésével folytatott európai hadjáratából.
George, Montagu 3. hercege 1790-es halálát követően a ház lánya, Elizabeth házassága révén Henry Scott, Buccleuch 3. hercegéhez, Queensberry 5. hercegéhez került. A XVIII. század közepétől a Boughton házat ritkán használták, de gondosan karbantartották. Ennek köszönhetően a Brit-szigetek egyik legjobban megőrzött barokk termei találhatók itt. Robert Edmonds, a Boughton House birtokfelügyelője 1797-ben azt írta: „1792-ben Boughton kertjeit megnyitották a park előtt, és a szarvasokat és más állatokat beengedték. Jelentős fejlesztések történtek a tavak iszapjának eltávolításával“.
A XX. század végén a Boughton ház Mary (Mollie), a 8. herceg özvegyének rezidenciája lett, aki újra életre keltette az épületet. Chips Channon, híres naplóíró, aki 1945-ben vendég volt, így írt: „Ez egy álomház különös, álmos jelleggel, de gazdagsága, szépsége és kincsei bámulatba ejtenek. Minden I. Károly, vagy Medici Mária tulajdona volt, vagy XIV. Lajos adta a Monmouth hercegének... 72 mérföldnyi úthálózat van a parkban... A teraszról nyíló hosszú kilátás olyan, mint egy Claude Lorrain festmény... De a legnagyobb benyomást a Boughton furcsa, nyugodt csendje teszi.“
Az özvegy hercegné, Mollie 1993-as halálát követően a 9. herceg megnyitotta a Boughtont kis csoportok számára művészeti szervezeteken keresztül, és ma már évente néhány hétre megnyitják a nagyközönség számára vezetett túrák keretében.

## A kert
A Boughton ház francia stílusához illeszkedve a házat rendkívül lenyűgöző, formális, mégis idilli, aranymetszésen alapuló geometriai elrendezésű kert veszi körül. A hatalmas gyepszőnyegek, tükröződő vízfelületek, erős fasorok és lineáris földformák egy intellektuálisan meditatív tájat alkotnak, amely az Felvilágosodás korát idézi. Ekkoriban egy kert nemcsak a természet világát tükrözte, hanem egyben az elmét is utazásra invitálta. Montagu 2. hercege, akit „Ültetvényes”-nek becéztek, eltávolította a korábbi díszített partereket, többszörözte a szil- és platánfasorokat, kiemelte a víz szerepét a kert struktúrájában.
A kert helyreállítása a 9. herceg alatt kezdődött, és a 10. herceg idején folytatódott. Ennek része volt az Ise folyó visszaállítása az eredeti, XVIII. századi szélességére. 2015-ben rekonstruálták a Grand Étang-t – nagy tavat –, egy majdnem egy hektáros, rég eltűnt tavat, amely egykor 23 méter magas szökőkúttal büszkélkedett. A tó a kastélytól északnyugatra található, az eredeti kertek egyik legkorábbi, máig fennmaradt eleme. Az 1700-as évek elején hozták létre, hogy a ház képét tükrözze, télen korcsolyázásra is használták.

## Képek

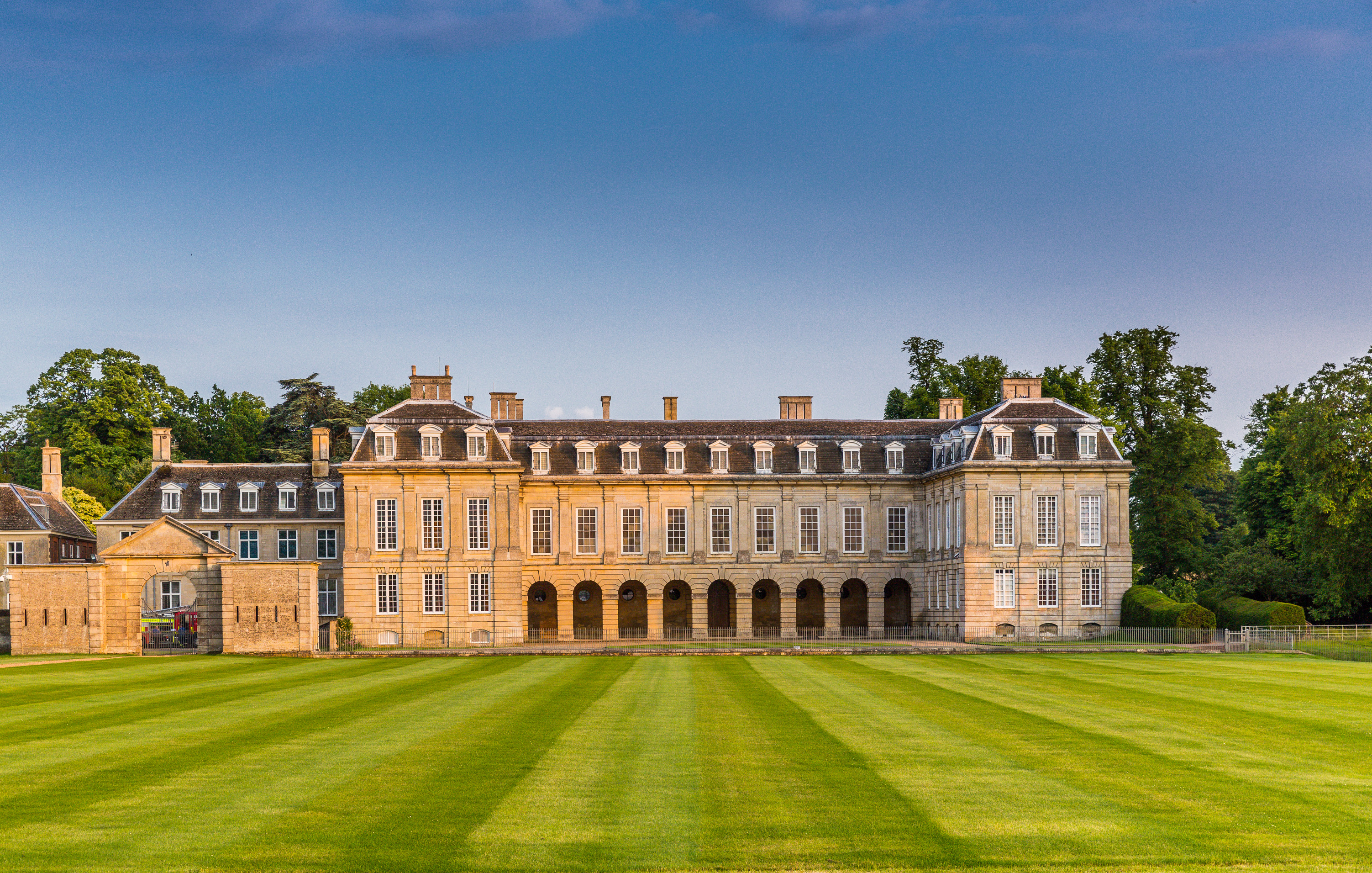
A ház.
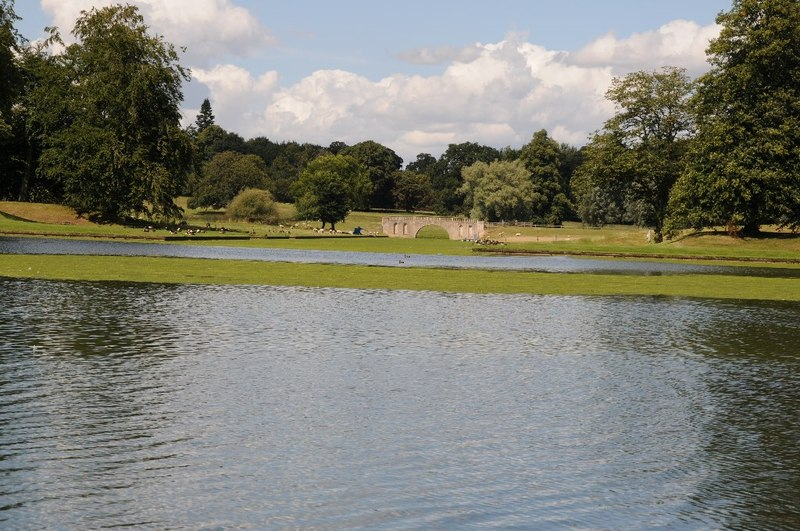
A park és a tó.
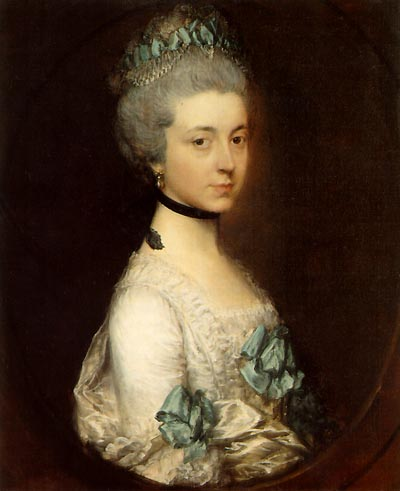
Thomas Gainsborough: Lady Elizabeth Montagu, Buccleuch hercegnője.
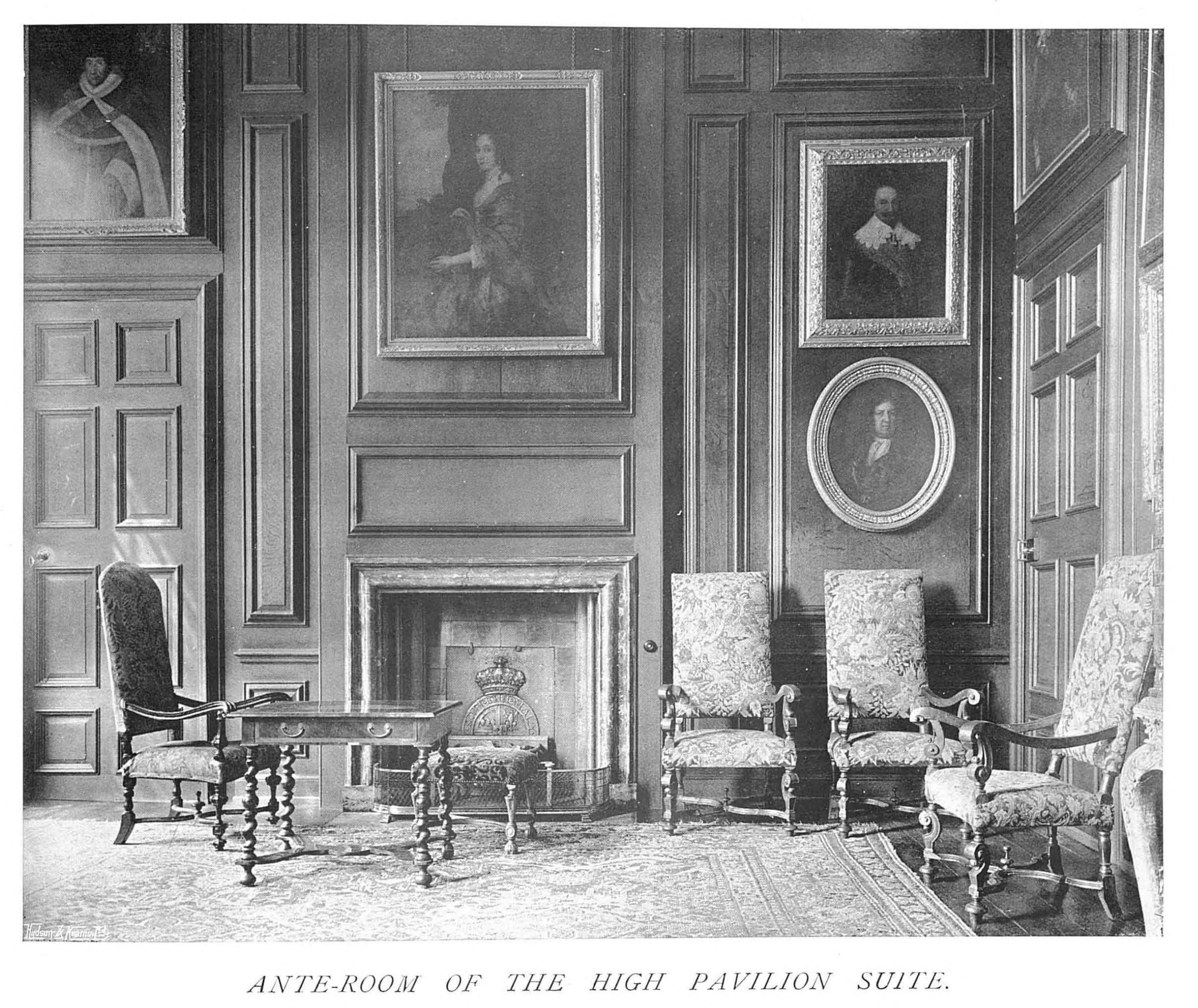
Egy belső terem 1909-ből.

## Fordítás
Ez a szócikk részben vagy egészben  a   Boughton House című angol Wikipédia-szócikk ezen változatának fordításán alapul.  Az eredeti cikk szerkesztőit annak laptörténete sorolja fel. Ez a jelzés csupán a megfogalmazás eredetét és a szerzői jogokat jelzi, nem szolgál a cikkben szereplő információk forrásmegjelöléseként.